# Lambton Shores
Lambton Shores är en kommun (municipality) i Kanada.   Den ligger i provinsen Ontario, i den sydöstra delen av landet, 600 km sydväst om huvudstaden Ottawa. Lambton Shores ligger 207 meter över havet och antalet invånare är 10 656.